# Чесапік-Сіті (Меріленд)
Чесапік-Сіті (англ. Chesapeake City) — місто (англ. town) в США, в окрузі Сесіл штату Меріленд. Населення — 736 осіб (2020).

## Географія
Чесапік-Сіті розташований за координатами 39°31′39″ пн. ш. 75°48′44″ зх. д. / 39.52750° пн. ш. 75.81222° зх. д. (39.527615, -75.812234).  За даними Бюро перепису населення США в 2010 році місто мало площу 1,78 км², з яких 1,30 км² — суходіл та 0,48 км² — водойми. В 2017 році площа становила 1,88 км², з яких 1,37 км² — суходіл та 0,50 км² — водойми.

## Демографія
Згідно з переписом 2010 року, у місті мешкали 673 особи в 335 домогосподарствах у складі 177 родин. Густота населення становила 378 осіб/км².  Було 390 помешкань (219/км²).
Расовий склад населення:
| - 96,6 % — білих - 2,4 % — чорних або афроамериканців - 0,4 % — азіатів - 0,1 % — корінних американців |

До двох чи більше рас належало 0,3 %. Частка іспаномовних становила 2,8 % від усіх жителів.
За віковим діапазоном населення розподілялося таким чином: 15,0 % — особи молодші 18 років, 64,9 % — особи у віці 18—64 років, 20,1 % — особи у віці 65 років та старші. Медіана віку мешканця становила 47,9 року. На 100 осіб жіночої статі у місті припадало 81,4 чоловіків;  на 100 жінок у віці від 18 років та старших — 81,6 чоловіків також старших 18 років.
Середній дохід на одне домашнє господарство  становив 71 033 долари США (медіана — 55 139), а середній дохід на одну сім'ю — 90 256 доларів (медіана — 71 944). За межею бідності перебувало 10,9 % осіб, у тому числі 13,4 % дітей у віці до 18 років та 6,1 % осіб у віці 65 років та старших.
Цивільне працевлаштоване населення становило 389 осіб. Основні галузі зайнятості: освіта, охорона здоров'я та соціальна допомога — 28,8 %, роздрібна торгівля — 13,4 %, виробництво — 10,8 %, фінанси, страхування та нерухомість — 9,0 %.